# Joan Ariet (organista)
Joan Ariet (Espanya, segle XIX) fou un reconegut organista. El setembre de 1806 guanya les oposicions per ser el primer organista de la catedral de Lleida. El 1833 demana ser segon organista ja que ell mateix es considerava en aquest any una persona d’edat avançada. Diferents documents del mateix any el citen com a examinador i únic responsable dels exàmens en les oposicions de Magín Ponti i Ferrerm, que seria el seu successor. Aquest fet indica la importància de la seva personalitat a la catedral.
Algunes de les seves obres reconegudes són Salve a 4 veus i orquestra, Simfonia en Do major, Salmodia per a orgue i Batalla d'Austreliz per piano.